# Kontaktmechanik

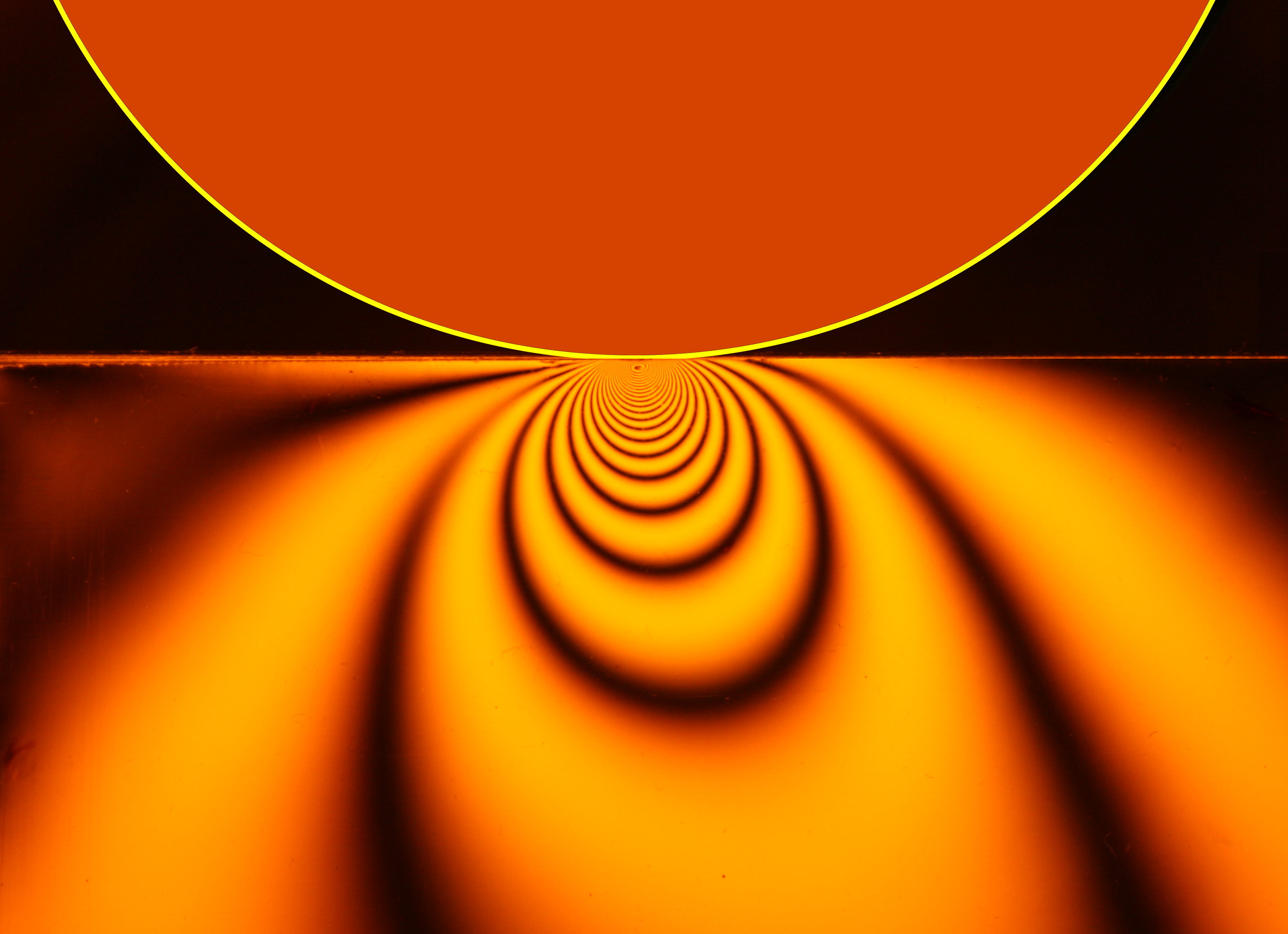
Spannungen in einem Kontaktgebiet unter gleichzeitiger Belastung durch eine Normalkraft und eine Tangentialkraft. Die Spannungen wurden mittels Spannungsoptik sichtbar gemacht.

Die Kontaktmechanik beschäftigt sich mit der Berechnung von elastischen, viskoelastischen oder plastischen Körpern im statischen oder dynamischen Kontakt.
Kontaktmechanik ist eine grundlegende ingenieurwissenschaftliche Disziplin, die für einen sicheren und energiesparenden Entwurf technischer Anlagen unabdingbar ist. Sie ist zum Beispiel wichtig bei Rad-Schiene-Systemen, Kupplungen, Bremsen, Reifen, Gleit- und Wälzlagern, Verbrennungsmotoren, Gelenken, Dichtungen, Umformungen, Materialbearbeitungen, Ultraschallschweißen, elektrischen Kontakten und vielen anderen. Ihre Aufgaben reichen vom Festigkeitsnachweis von Kontakt- und Verbindungselementen über die Beeinflussung von Reibung und Verschleiß durch Schmierung oder Materialdesign bis hin zu Anwendungen in der Mikro- und Nanosystemtechnik.

## Geschichte
Die klassische Kontaktmechanik ist vor allem mit Heinrich Hertz verbunden. Im Jahr 1882 löste Hertz das Problem des Kontaktes zwischen zwei elastischen Körpern mit gekrümmten Oberflächen (siehe dazu den Artikel Hertzsche Pressung). Die Hertzsche Kontakttheorie bildet auch heute eine Grundlage der Kontaktmechanik.
Das Hertzsche Kraftgesetz lautet
{\displaystyle F=H\cdot \xi ^{3/2}}
mit dem Verformungsweg {\displaystyle \xi } und der Konstante {\displaystyle H}, die von „der Form der Oberflächen und den Elasticitätsverhältnissen in unmittelbarer Nähe des Stosspunktes“ abhängt.
Weitere frühe analytische Arbeiten zu diesem Thema gehen auf Joseph Boussinesq sowie V. Cerruti zurück.
Erst ein knappes Jahrhundert später fanden Kenneth L. Johnson, Kevin Kendall und Alan D. Roberts eine ähnliche Lösung wie die von Hertz für einen adhäsiven Kontakt (JKR-Theorie).
Ein weiterer Fortschritt unserer Kenntnisse über Kontaktmechanik liegt in der Mitte des 20. Jahrhunderts und ist mit den Namen Bowden und Tabor verbunden. Sie haben als Erste auf die Wichtigkeit der Rauheit der kontaktierenden Körper hingewiesen. Durch die Rauheit ist die wahre Kontaktfläche zwischen Reibpartnern typischerweise um Größenordnungen kleiner als die scheinbare Fläche. Diese Einsicht veränderte schlagartig die Richtung auch vieler tribologischer Untersuchungen. Die Arbeiten von Bowden und Tabor haben eine Reihe von Theorien zur Kontaktmechanik von rauen Oberflächen angestoßen.
Als Pionierarbeiten auf diesem Gebiet sollen vor allem die Arbeiten von John F. Archard (1957) erwähnt werden, der zu dem Schluss gekommen ist, dass auch im Kontakt von elastischen, rauen Oberflächen die Kontaktfläche ungefähr proportional zur Normalkraft ist. Weitere wichtige Beiträge sind mit den Namen J. A. Greenwood und J. B. P. Williamson (1966), Bush (1975) und Bo N. J. Persson (2002) verbunden. Das Hauptergebnis dieser Arbeiten ist, dass die wahre Kontaktfläche bei rauen Oberflächen im Groben proportional zur Normalkraft ist, während die Bedingungen in einzelnen Mikrokontakten (Druck, Größe des Mikrokontaktes) nur schwach von der Belastung abhängen.
Heute werden viele Aufgaben der Kontaktmechanik mit Simulationsprogrammen bearbeitet, die auf der Methode der Finiten Elemente oder der Randelementmethode basieren. Hierzu gibt es eine große Anzahl von wissenschaftlichen Beiträgen, einige sind neben den Grundlagen der numerischen Kontaktmechanik in den Büchern von Laursen (2002) und Wriggers (2006) zu finden.

## Klassische Kontaktaufgaben

### Kontakt zwischen einer Kugel und einem elastischen Halbraum

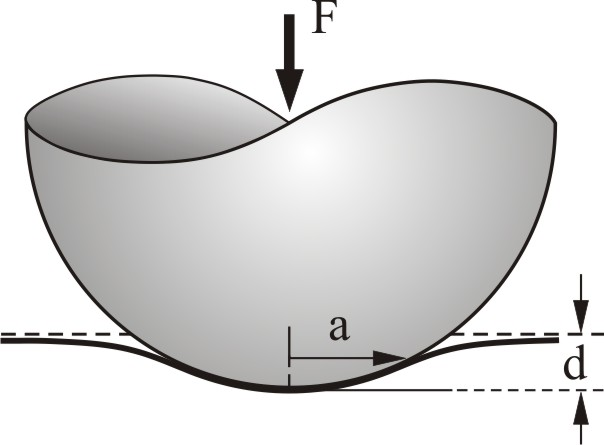
Kontakt zwischen einer Kugel und einem elastischen Halbraum. Der Verformungsweg ist hier mit bezeichnet.

Ist eine elastische Kugel mit dem Radius {\displaystyle R} in einen elastischen Halbraum um den Betrag {\displaystyle \xi } eingedrückt (Verformungsweg oder Eindrucktiefe), so bildet sich ein Kontaktgebiet mit dem Radius {\displaystyle a={\sqrt {R\xi }}}.
Die dafür erforderliche Kraft ist gleich
{\displaystyle F={\frac {4}{3}}E^{*}R^{1/2}\xi ^{3/2}}
wobei
{\displaystyle {\frac {1}{E^{*}}}={\frac {1-\nu _{1}^{2}}{E_{1}}}+{\frac {1-\nu _{2}^{2}}{E_{2}}}}
{\displaystyle E_{1}} und {\displaystyle E_{2}} sind hier die Elastizitätsmoduln sowie {\displaystyle \nu _{1}} und {\displaystyle \nu _{2}} die Poissonzahlen beider Körper.

### Kontakt zwischen zwei elastischen Kugeln

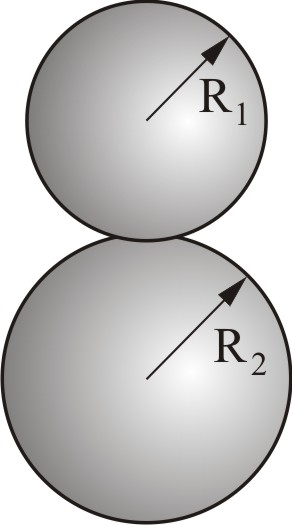
Kontakt zwischen zwei Kugeln

Sind zwei Kugeln mit den Radien {\displaystyle R_{1}} und {\displaystyle R_{2}} im Kontakt, so gelten diese Gleichungen weiterhin mit dem Radius {\displaystyle R} gemäß
{\displaystyle {\frac {1}{R}}={\frac {1}{R_{1}}}+{\frac {1}{R_{2}}}}
Die Druckverteilung im Kontaktgebiet ist gegeben durch
{\displaystyle p=p_{0}\left(1-{\frac {r^{2}}{a^{2}}}\right)^{1/2}}
mit
{\displaystyle p_{0}={\frac {2}{\pi }}E^{*}\left({\frac {\xi }{R}}\right)^{1/2}}
Die maximale Schubspannung liegt im Inneren, für {\displaystyle \nu =0{,}33} bei {\displaystyle z\approx 0{,}49a}.

### Kontakt zwischen zwei gekreuzten Zylindern mit gleichen RadienR

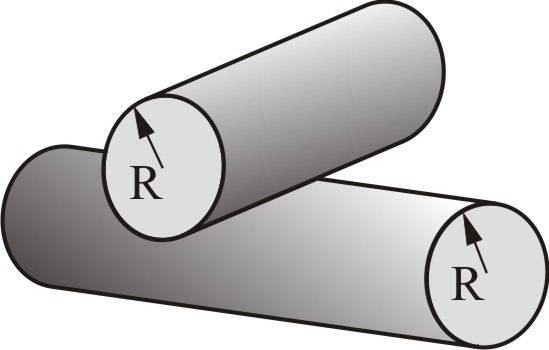
Kontakt zwischen zwei gekreuzten Zylindern mit gleichen Radien

ist äquivalent zum Kontakt zwischen einer Kugel mit dem Radius {\displaystyle R} und einer Ebene (s. oben).

### Kontakt zwischen einem starren Zylinder und einem elastischen Halbraum

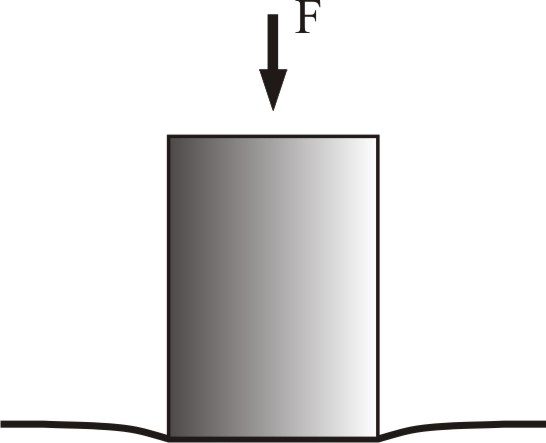
Kontakt zwischen einem starren zylindrischen Indenter und einem elastischen Halbraum

Wird ein starrer zylindrischer Stempel mit dem Radius {\displaystyle a} in einen elastischen Halbraum eingedrückt, so ist die Druckverteilung durch
{\displaystyle p=p_{0}\left(1-{\frac {r^{2}}{a^{2}}}\right)^{-1/2}}
gegeben mit
{\displaystyle p_{0}={\frac {1}{\pi }}E^{*}{\frac {\xi }{a}}}
Der Zusammenhang zwischen der Eindrucktiefe und der Normalkraft lautet
{\displaystyle F=2aE^{*}\xi }

### Kontakt zwischen einem starren kegelförmigen Indenter und dem elastischen Halbraum

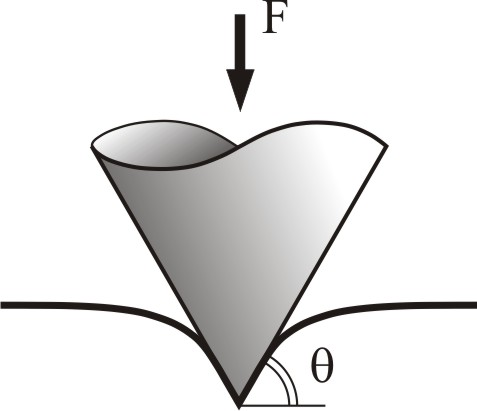
Kontakt zwischen einem Kegel und einem elastischen Halbraum

Bei Indentierung eines elastischen Halbraumes durch einen starren kegelförmigen Indenter sind die Eindrucktiefe und der Kontaktradius durch die Beziehung
{\displaystyle d={\frac {\pi }{2}}a\tan \theta }
gegeben. {\displaystyle \theta } ist der Winkel zwischen der Ebene und der Seitenfläche des Kegels. Die Druckverteilung hat die Form
{\displaystyle p(r)=-{\frac {E\xi }{\pi a\left(1-\nu ^{2}\right)}}\ln \left({\frac {a}{r}}+{\sqrt {\left({\frac {a}{r}}\right)^{2}-1}}\right)}
Die Spannung hat an der Spitze des Kegels (im Zentrum des Kontaktgebietes) eine logarithmische Singularität. Die Gesamtkraft berechnet sich zu
{\displaystyle F={\frac {2}{\tan {\theta }\cdot \pi }}E\xi ^{2}}

### Kontakt zwischen zwei Zylindern mit parallelen Achsen

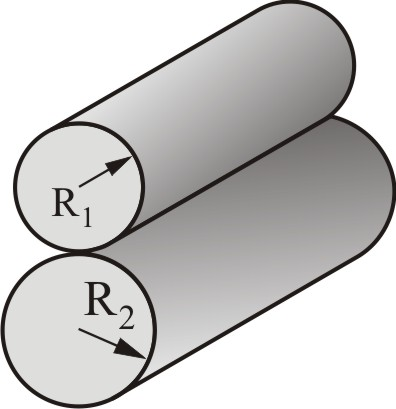
Kontakt zwischen zwei Zylindern mit parallelen Achsen

Im Falle eines Kontaktes zwischen zwei Zylindern mit parallelen Achsen ist die Kraft linear proportional zur Eindrucktiefe:
{\displaystyle F={\frac {\pi }{4}}E^{*}L\xi }.
Der Krümmungsradius erscheint in dieser Beziehung überhaupt nicht. Die halbe Kontaktbreite wird durch dieselbe Beziehung
{\displaystyle a={\sqrt {R\xi }}}
mit
{\displaystyle {\frac {1}{R}}={\frac {1}{R_{1}}}+{\frac {1}{R_{2}}}}
gegeben, wie im Kontakt zwischen zwei Kugeln. Der maximale Druck ist gleich
{\displaystyle p_{0}=\left({\frac {E^{*}F}{\pi LR}}\right)^{1/2}}

### Kontakt zwischen rauen Oberflächen
Wenn zwei Körper mit rauen Oberflächen aneinander gedrückt werden, so ist die reale Kontaktfläche {\displaystyle A} zunächst viel kleiner als die scheinbare Fläche {\displaystyle A_{0}}. Bei einem Kontakt zwischen einer „zufällig rauen“ Oberfläche und einem elastischen Halbraum ist die reale Kontaktfläche proportional zur Normalkraft {\displaystyle F} und ist durch die Gleichung
{\displaystyle A={\frac {\kappa }{E^{*}h'}}F}
gegeben, wobei {\displaystyle h'} der quadratische Mittelwert der Steigung der Oberfläche ist und {\displaystyle \kappa \approx 2}.
Der mittlere Druck in der wahren Kontaktfläche
{\displaystyle \sigma ={\frac {F}{A}}\approx {\frac {1}{2}}E^{*}h'}
berechnet sich in guter Näherung als die Hälfte des effektiven elastischen Moduls {\displaystyle E^{*}} multipliziert mit dem quadratischen Mittelwert der Steigung {\displaystyle h'} des Oberflächenprofils.
Ist dieser Druck größer als die Härte {\displaystyle \sigma _{0}} des Materials und somit
{\displaystyle \Psi ={\frac {E^{*}h'}{\sigma _{0}}}>2}
sind die Mikrorauigkeiten vollständig im plastischen Zustand. Für {\displaystyle \Psi <{\tfrac {2}{3}}} verhält sich die Oberfläche beim Kontakt elastisch. Die Größe {\displaystyle \Psi } wurde von Greenwood und Williamson eingeführt und wird Plastizitätsindex genannt. Die Tatsache, ob sich das System elastisch oder plastisch verhält, hängt nicht von der angelegten Normalkraft ab.

### Adhäsiver Kontakt
Das Phänomen der Adhäsion wird am leichtesten beim Kontakt eines Festkörpers mit einem sehr weichen elastischen Körper, beispielsweise einem Gelee, beobachtet. Infolge der Van-der-Waals-Kräfte entsteht zwischen den Körpern ein adhäsiver Hals. Damit die Körper wieder auseinandergenommen werden können, ist es notwendig, eine minimale Kraft aufzubringen, welche als Adhäsionskraft bezeichnet wird. Adhäsion kann sowohl von technologischem Interesse sein, beispielsweise in einer Klebeverbindung, als auch ein störender Faktor, wie beim schnellen Öffnen von Elastomerventilen.
Adhäsionskraft zwischen einem parabolischen starren Körper und einem elastischen Halbraum wurde 1971 von Johnson, Kendall und Roberts gefunden. Sie ist gleich
{\displaystyle F_{\text{A}}={\frac {3}{2}}\pi \gamma R}
wobei {\displaystyle \gamma } die Trennungsenergie pro Flächeneinheit und {\displaystyle R} der Krümmungsradius des Körpers ist.
Die Adhäsionskraft eines flachen starren Stempels mit dem Radius {\displaystyle a} wurde ebenfalls 1971 von Kendall gefunden:
{\displaystyle F_{\text{A}}={\sqrt {8\pi a^{3}E^{*}\gamma }}}
Kompliziertere Formen beginnen von den „Rändern“ des Kontaktes ausgehend abzureißen.

### Methode der Dimensionsreduktion

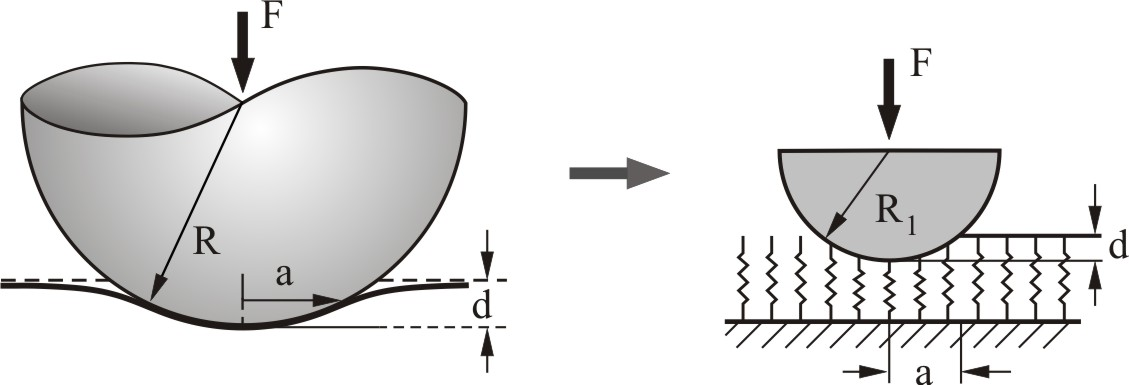
Kontakt zwischen einer Kugel und einem elastischen Halbraum und das eindimensionale Ersatzmodell. Der Verformungsweg ist hier mit bezeichnet.

Einige Kontaktprobleme lassen sich mit der Methode der Dimensionsreduktion lösen. In dieser Methode wird das ursprüngliche drei-dimensionale System durch einen Kontakt mit einer elastischen oder viskoelastischen Winklerschen Bettung ersetzt (s. Bild). Die makroskopischen Kontakteigenschaften stimmen dabei exakt mit denen des Originalsystems überein, vorausgesetzt, dass die Parameter der Winklerschen Bettung und die Form der Körper nach den Regeln der Methode gewählt werden.
Die Methode der Dimensionsreduktion liefert analytisch exakte Ergebnisse für achsensymmetrische Systeme, deren Kontaktfläche kompakt ist. MDR basiert auf der Lösung für achsensymmetrische Kontaktprobleme, die erstmals von Ludwig Föppl (1941) und Gerhard Schubert (1942) erhalten wurde. Die Anwendbarkeit auf reale, zufällig raue Oberflächen, wie zum Beispiel bearbeitete Metall- oder Straßenoberflächen, ist umstritten.